# 100 Bücher, die helfen, die Ukraine zu verstehen
Die Liste der 100 Bücher, die helfen, die Ukraine zu verstehen wurde 2025 von PEN Ukraine und Sensor Media zusammengestellt und entstand als Antwort auf zahlreiche Anfragen ausländischer Bibliotheken, Verlage, Botschaften und Institutionen, die ihr Publikum über die Ukraine informieren wollten. Die Liste umfasst Bücher aus der Ukraine oder über die Ukraine, die nach 1991 veröffentlicht wurden, darunter Sachbücher zu Geschichte, Politik und Kultur, Belletristik mit Prosa und Lyrik sowie Kinderliteratur.

## Liste
| Nr. | Autor | Deutscher Titel                                                                                            | Englischer Titel                                                                       | Französischer Titel                                                                                                   | Thema                  |
| --- | --- | --- | -------------------------------------------------------------------------------------- | --- | ---------------------- |
| 1   | Serhii Plokhy | Das Tor Europas. Die Geschichte der Ukraine.                                                               | The Gates of Europe: A History of Ukraine.                                             | Aux portes de l’Europe. Histoire de l’Ukraine                                                                         | Geschichte und Politik |
| 2   | Oleksandr Myched | „Dein Blut wird die Kohle tränken“: Über die Ostukraine.                                                   | I Will Mix Your Blood with Coal: Snapshots from the East of Ukraine.                   | | Geschichte und Politik |
| 3   | Anne Applebaum | Roter Hunger: Stalins Krieg gegen die Ukraine.                                                             | Red Famine: Stalin’s War on Ukraine.                                                   | Famine rouge: La guerre de Staline en Ukraine.                                                                        | Geschichte und Politik |
| 4   | Oksana Kis | | Survival as Victory: Ukrainian Women in the Gulag.                                     | | Geschichte und Politik |
| 5   | Timothy Snyder | Bloodlands. Europa zwischen Hitler und Stalin 1933–1945.                                                   | Bloodlands: Europe between Hitler and Stalin.                                          | | Geschichte und Politik |
| 6   | Wachtang Kipiani | Der Zweite Weltkrieg in der Ukraine: Geschichte und Lebensgeschichten.                                     | World War II, Uncontrived and Unredacted: Testimonies from Ukraine.                    | | Geschichte und Politik |
| 7   | Paul Robert Magocsi, Yohanan Petrovsky-Shtern | | Jews and Ukrainians: A Millennium of Co-Existence.                                     | | Geschichte und Politik |
| 8   | Timothy Snyder | Black Earth: Der Holocaust und warum er sich wiederholen kann.                                             | Black Earth: The Holocaust as History and Warning.                                     | | Geschichte und Politik |
| 9   | Andrij Portnow | | Entangled Histories, Asymmetric Memories.                                              | | Geschichte und Politik |
| 10  | Ola Hnatiuk | | Courage and Fear.                                                                      | | Geschichte und Politik |
| 11  | Serhy Yekelchyk | | The Conflict in Ukraine: What Everyone Needs to Know.                                  | | Geschichte und Politik |
| 12  | Marci Shore | | The Ukrainian Night: An Intimate History of Revolution.                                | | Geschichte und Politik |
| 13  | Stanislaw Assjejew | Heller Weg: Geschichte eines Konzentrationslagers im Donbass 2017–2019.                                    | The Torture Camp on Paradise Street.                                                   | | Geschichte und Politik |
| 14  | Stanislaw Assjejew | In Isolation. Texte aus dem Donbass.                                                                       | In Isolation: Dispatches from Occupied Donbas.                                         | | Geschichte und Politik |
| 15  | Oleh Senzow | Haft. Notizen und Geschichten.                                                                             | Diary of a Hunger Striker and Four and a Half Steps.                                   | | Geschichte und Politik |
| 16  | Serhii Plokhy | Der Angriff. Russlands Krieg gegen die Ukraine und seine Folgen für die Welt.                              | The Russo-Ukrainian War.                                                               | | Geschichte und Politik |
| 17  | Natalija Humenjuk | Die verlorene Insel: Geschichten von der besetzten Krim.                                                   |                                                                                        | | Geschichte und Politik |
| 18  | Gwendolyn Sasse | | The Crimea Question: Identity, Transition, and Conflict.                               | | Geschichte und Politik |
| 19  | Mychailo Wynnyckyj | | Ukraine’s Maidan, Russia’s War: A Chronicle and Analysis of the Revolution of Dignity. | | Geschichte und Politik |
| 20  | Alexander Strashny | | The Ukrainian Mentality.                                                               | | Geschichte und Politik |
| 21  | Olessja Jaremtschuk | Unsere Anderen: Geschichten ukrainischer Vielfalt.                                                         | Our Others: Stories of Ukrainian Diversity.                                            | | Kultur                 |
| 22  | Jurij Andruchowytsch | Der Preis unserer Freiheit: Essays.                                                                        |                                                                                        | | Kultur                 |
| 23  | Wolodymyr Jermolenko (Hrsg.) | | Ukraine in Histories and Stories: Essays by Ukrainian Intellectuals.                   | | Kultur                 |
| 24  | Jewhen Klopotenko | | The Authentic Ukrainian Kitchen: Recipes from a Native Chef.                           | | Kultur                 |
| 25  | Olena Braichenko, Maryna Hrymych, Ihor Lylo, Vitaly Reznichenko | | Ukraine. Food and History.                                                             | Ukraine: cuisine et histoire : immersion dans la culture et les traditions ukrainiennes en 80 recettes d’aujourd’hui. | Kultur                 |
| 26  | Dmytro Stus | | Vasyl Stus: Life in Creativity.                                                        | | Kultur                 |
| 27  | Wachtang Kipiani | Ukrainische Dissidenten unter der Sowjetmacht. Im Kampf um Wahrheit und Freiheit                           |                                                                                        | . | Kultur                 |
| 28  | Wachtang Kipiani | Ein Land weiblichen Geschlechts: Ukrainische Frauenschicksale im 20. und 21. Jahrhundert.                  |                                                                                        | | Kultur                 |
| 29  | Tamara Hundorowa | | The Post-Chornobyl Library: Ukrainian Postmodernism of the 1990s.                      | | Kultur                 |
| 30  | Leonid Uschkalow | | Catching an Elusive Bird: The Life of Hryhorii Skovoroda.                              | | Kultur                 |
| 31  | Jaroslaw Hrytsak, Nadijka Herbisch | | A Ukrainian Christmas.                                                                 | Ukrainische Weihnacht.                                                                                                | Kultur                 |
| 32  | Alisa Loschkina | | Permanent Revolution: Art in Ukraine, the 20th to the Early 21st Century.              | Une Révolution permanente. 1880–2020 L’art ukrainien contemporain et ses racines.                                     | Kultur                 |
| 33  | Andrij Kurkow, Andriy Puchkov, Christian Raffensperger, Diana Klotschko, Maksym Yaremenko, Alisa Loschkina, Myroslava M. Mudrak, Oleksandr Soloviev, Victoria Burlaka | | Treasures of Ukraine: A Nation’s Cultural Heritage.                                    | | Kultur                 |
| 34  | Alisa Loschkina | | The Art of Ukraine.                                                                    | | Kultur                 |
| 35  | Masha Erman, Robert Klanten, Lucia Bondar (Hrsg.) | | Ukraine Rising: Contemporary Creative Culture from Ukraine.                            | | Kultur                 |
| 36  | Lucia Bondar, Yevhen Samuchenko | | The Beauty of Ukraine: Landscape Photography.                                          | | Kultur                 |
| 37  | Sonya Atlantova, Oleksandr Klymenko | | Icons on Ammo Boxes. Painting Life on the Remnants of Russia’s War in Donbas, 2014–21. | | Kultur                 |
| 38  | Artem Tschech | Nullpunkt.                                                                                                 | Absolute Zero.                                                                         | | Kultur                 |
| 39  | Oleksandr Myched | | The Language of War.                                                                   | | Kultur                 |
| 40  | Olesya Khromeychuk | Ein Verlust: Die Geschichte eines gefallenen ukrainischen Soldaten, erzählt von seiner Schwester.          | The Death of a Soldier Told by His Sister.                                             | | Kultur                 |
| 41  | Dmytro Zubkov, Artem Skorohodko | | Behind Blue Eyes.                                                                      | | Kultur                 |
| 42  | Sammelwerk | | Stories from Ukraine.                                                                  | | Kultur                 |
| 43  | Daria Badior, Anastasiia Platonova | | We Who Have Changed.                                                                   | Wir, die wir uns verändert haben.                                                                                     | Kultur                 |
| 44  | Oksana Sabuschko | Feldstudien über ukrainischen Sex.                                                                         | Fieldwork in Ukrainian Sex.                                                            | Explorations sur le terrain du sexe ukrainien.                                                                        | Prosa                  |
| 45  | Oksana Sabuschko | Museum der vergessenen Geheimnisse.                                                                        | The Museum of Abandoned Secrets.                                                       | | Prosa                  |
| 46  | Oksana Sabuschko | Schwestern.                                                                                                | Oh Sister, My Sister.                                                                  | | Prosa                  |
| 47  | Serhij Schadan | Internat.                                                                                                  | The Orphanage.                                                                         | | Prosa                  |
| 48  | Serhij Schadan | Die Erfindung des Jazz im Donbass.                                                                         | Voroshilovgrad.                                                                        | | Prosa                  |
| 49  | Taras Prochasko | | Earth Gods: Writings from Before the War.                                              | | Prosa                  |
| 50  | Jurij Andruchowytsch | Moscoviada.                                                                                                | The Moscoviad.                                                                         | Moscoviada. | Prosa                  |
| 51  | Jurij Andruchowytsch | Karpatenkarneval: Roman.                                                                                   | Recreations.                                                                           | | Prosa                  |
| 52  | Jurij Andruchowytsch | Kleines Lexikon intimer Städte: autonomes Lehrbuch der Geopoetik und Kosmopolitik, Kurzgeschichten.        |                                                                                        | | Prosa                  |
| 53  | Andrij Ljubka | | Carbide.                                                                               | | Prosa                  |
| 54  | Wassyl Machno | Das Haus in Baiting Hollow.                                                                                |                                                                                        | | Prosa                  |
| 55  | Sofija Andruchowytsch | Der Papierjunge                                                                                            | Felix Austria.                                                                         | Felix Austria. | Prosa                  |
| 56  | Sofija Andruchowytsch | Das Amadoka-Epos: 1. Die Geschichte von Romana. 2. Die Geschichte von Uljana. 3. Die Geschichte von Sofia. |                                                                                        | | Prosa                  |
| 57  | Olena Stjaschkina | Der Tod des Löwen Cecil ergab Sinn.                                                                        | Cecil the Lion Had to Die.                                                             | | Prosa                  |
| 58  | Andrij Sodomora | | The Tears and Smiles of Things: Stories, Sketches, Meditations.                        | | Prosa                  |
| 59  | Wolodymyr Rafejenko | | Mondegreen: Songs about Death and Love.                                                | | Prosa                  |
| 60  | Askold Melnyczuk | | What Is Told.                                                                          | | Prosa                  |
| 61  | Markiyan Kamysh | | Stalking the Atomic City.                                                              | | Prosa                  |
| 62  | Tanja Maljartschuk | Blauwal der Erinnerung.                                                                                    |                                                                                        | | Prosa                  |
| 63  | Oleksij Tschupa | Märchen aus meinem Luftschutzkeller.                                                                       |                                                                                        | | Prosa                  |
| 64  | Andrej Kurkow, Oksana Sabuschko, Jurij Andruchowytsch, Taras Prochasko, Serhij Schadan, Maria Matios | |                                                                                        | Nouvelles d’Ukraine.                                                                                                  | Prosa                  |
| 65  | Jurij Wynnytschuk | | The Night Reporter: A 1938 Lviv Murder Mystery.                                        | | Prosa                  |
| 66  | Wassyl Schewtschuk | | Precursor: A Novel about Ukrainian Philosopher Hryhoriy Skovoroda.                     | | Prosa                  |
| 67  | Natalka Sniadanko | Sammlung der Leidenschaften.                                                                               |                                                                                        | | Prosa                  |
| 68  | Jurij Tarnawskyj | Warme arktische Nächte                                                                                     | Warm Arctic Nights.                                                                    | | Prosa                  |
| 69  | Maria Matios | Darina, die Süße.                                                                                          | Sweet Darusya: A Tale Of Two Villages.                                                 | Daroussia la Douce.                                                                                                   | Prosa                  |
| 70  | Ljubko Deresch | Kult. |                                                                                        | Culte. | Prosa                  |
| 71  | Jurij Isdryk | | Wozzeck.                                                                               | | Prosa                  |
| 72  | Serhij Schadan, Oksana Sabuschko, Oleksandr Myched, Irena Karpa, Iryna Slawinska, Marjana Sawka, Iryna Zilyk, Kateryna Kalytko, Myroslaw Lajuk, Olha Kuprijan, Tanja Maljartschuk                                                                                              | | Contemporary Ukrainian prose & poetry in Vogue Ukraine                                 | | Prosa                  |
| 73  | Serhij Schadan | | What We Live For, What We Die For: Selected Poems.                                     | | Poesie                 |
| 74  | Halyna Kruk | | A Crash Course in Molotov Cocktails.                                                   | | Poesie                 |
| 75  | Ostap Slywynskyj | | A Ukrainian Dictionary of War.                                                         | | Poesie                 |
| 76  | Oksana Sabuschko | | Selected Poems.                                                                        | | Poesie                 |
| 77  | Ostap Slywynskyj | | Winter King.                                                                           | | Poesie                 |
| 78  | Oksana Maksymchuk, Max Rosochinsky | | Words for War: New Poems from Ukraine                                                  | | Poesie                 |
| 79  | Yuliya Musakovska | | The God of Freedom.                                                                    | | Poesie                 |
| 80  | Kateryna Kalytko | | Nobody Knows Us Here & We Don’t Know Anyone.                                           | | Poesie                 |
| 81  | Iryna Dmytrychyn, Kateryna Babkina, Taras Prochasko, Volodymyr Rafeyenko, Petro Yatsenko, Tais Zolotkovska, Emmanuel Ruben, Luba Yakymtchouk, Artem Tchekh, Boris Chersonskij, Ljubko Deresch, Irena Karpa, Andrij Kurkow, Andrij Lubka, Anastassija Lewkowa, Oleksandr Myched | |                                                                                        | Hommage à l’Ukraine.                                                                                                  | Poesie                 |
| 82  | Bruno Doucey, Ella Yevtouchenko | |                                                                                        | Ukraine: 24 poètes pour un pays                                                                                       | Poesie                 |
| 83  | Marianna Kijanowska | Babyn Jar. Stimmen: Gedichte. Ukrainisch und deutsch.                                                      | The Voices of Babyn Yar.                                                               | | Poesie                 |
| 84  | Iryna Taranenko, Yuliia Kurova, Mariia Vorobiova, Marta Leshak | | Travelbook. Ukraine                                                                    | Livre de voyage L’UKRAINE.                                                                                            | Kinderliteratur        |
| 85  | Romana Romanyschyn, Andrij Lessiw | Als der Krieg nach Rondo kam.                                                                              | How War Changed Rondo.                                                                 | La guerre qui a changé Rondo.                                                                                         | Kinderliteratur        |
| 86  | Marion Mutala | | My Dearest Dido: The Holodomor Story.                                                  | | Kinderliteratur        |
| 87  | Laryssa Denyssenko | | Maya and Her Friends.                                                                  | | Kinderliteratur        |
| 88  | Romana Romanyshyn, Andriy Lesiv | | Stars & Poppy Seeds.                                                                   | | Kinderliteratur        |
| 89  | Kateryna Yehorushkina | | Our World: Ukraine.                                                                    | | Kinderliteratur        |
| 90  | Inna Kovalyshena | | A Cool History of Ukraine: From Dinosaurs till Now.                                    | | Kinderliteratur        |
| 91  | Valentyna Vzdulska (Hrsg.) | | Letters on the War: Children Write to Soldiers.                                        | | Kinderliteratur        |
| 92  | Kateryna Yehorushkina | | Fearless Storie.s                                                                      | | Kinderliteratur        |
| 93  | Oleksandr Shatokhin | | Yellow Butterfly: A Story from Ukraine.                                                | | Kinderliteratur        |
| 94  | Sergei Kleimenov | | Unconquered. The Big Book Of Bravery.                                                  | | Kinderliteratur        |
| 95  | Halyna Wdowytschenko | | 36 and 6 Cats.                                                                         | | Kinderliteratur        |
| 96  | Iwan Malkowytsch | | A Small Bunny in the Big City or Honey for Mommy.                                      | | Kinderliteratur        |
| 97  | Ivan Andrusiak | | Guinea Pig Investigates.                                                               | | Kinderliteratur        |
| 98  | Sashko Dermanskyi | | Marvelous Monster.                                                                     | | Kinderliteratur        |
| 99  | Kateryna Babkina | | Cappy and the Whale.                                                                   | | Kinderliteratur        |
| 100 | Oksana Bula | Nein, ich bin nicht müde! / Ja, ich will ins Bett!                                                         |                                                                                        | Je ne veux pas hiberner (pour faire comme le bison) / Je veux hiberner (pour faire comme l’ours)                      | Kinderliteratur        |